# Kusatsu, Gunma

Kusatsu (草津町 Kusatsu-machi?) este un oraș în Japonia, în districtul Agatsuma al prefecturii Gunma.
1. ↑   (PDF), Geospatial Information Authority of Japan[*], p. 23 https://www.gsi.go.jp/KOKUJYOHO/MENCHO/backnumber/GSI-menseki20210101.pdf Lipsește sau este vid: |title= (ajutor)